# V. Lamar Gudger

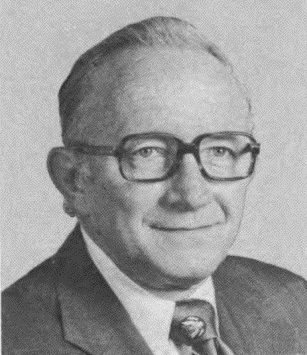
V. Lamar Gudger (1977)

Vonno Lamar Gudger Jr. (* 30. April 1919 in Asheville, North Carolina; † 2. August 2004 ebenda) war ein US-amerikanischer Politiker. Zwischen 1977 und 1981 vertrat er den Bundesstaat North Carolina im US-Repräsentantenhaus.

## Werdegang
Lamar Gudger besuchte die öffentlichen Schulen seiner Heimatstadt Asheville und studierte danach bis 1942 an der University of North Carolina in Chapel Hill unter anderem Jura. Nach seiner Zulassung als Rechtsanwalt begann er in Asheville in diesem Beruf zu arbeiten. Diese Tätigkeit unterbrach er, um zwischen 1942 und 1945 als Soldat im Fliegerkorps der US Army am Zweiten Weltkrieg teilzunehmen. Nach dem Krieg begann Gudger als Mitglied der Demokratischen Partei eine politische Laufbahn. In den Jahren 1951 und 1952 war er Abgeordneter im Repräsentantenhaus von North Carolina. Von 1952 bis 1954 fungierte er als Staatsanwalt im 19. Gerichtsbezirk seines Staates. Zwischen 1971 und 1977 gehörte er dem Senat von North Carolina an.
Bei den Kongresswahlen des Jahres 1976 wurde Gudger im elften Wahlbezirk von North Carolina in das US-Repräsentantenhaus in Washington, D.C. gewählt, wo er am 3. Januar 1977 die Nachfolge von Roy A. Taylor antrat. Nach einer Wiederwahl konnte er bis zum 3. Januar 1981 zwei Legislaturperioden im Kongress absolvieren. Im Jahr 1980 unterlag er dem Republikaner Bill Hendon. Von 1984 bis 1989 war Lamar Gudger Richter im Buncombe County. Er starb am 2. August 2004 in seiner Heimatstadt Asheville und wurde auf dem Nationalfriedhof Arlington in Virginia beigesetzt.